# Юйлинь (Шэньси)
Юйли́нь (кит. упр. 榆林, пиньинь Yùlín) — городской округ в провинции Шэньси КНР. Название происходит от названия Юйлиньского гарнизона, существовавшего здесь во времена империи Мин.

## История
После создания первой в истории Китая централизованной империи эти места вошли в состав округа Шанцзюнь (上郡). Когда Сян Юй сверг империю Цинь, то округ Шанцзюнь был преобразован в княжество Ди (翟国). После создания империи Хань княжество было ликвидировано и вновь был создан округ Шанцзюнь В Эпоху Троецарствия эти места были захвачены гуннами. Во времена империи Восточная Цзинь гунны создали здесь государство Великое Ся. В 427 году войска Северной Вэй уничтожили Великое Ся, и здесь был основан посёлок Тунвань (统万镇). В 488 году была основана область Сячжоу (夏州).
При империи Суй в 583 году здесь имелись области Сячжоу, Чанчжоу (长州), Суйчжоу (绥州) и Иньчжоу (银州). В 605 году область Суйчжоу была переименована в Шанчжоу (上州). В 608 году области были расформированы, а вместо них были созданы округа Шофан (朔方郡) и Дяоинь (雕阴郡). Когда в конце империи Суй в стране начались беспорядки, Лян Шиду создал в этих местах в 617 году государство Лян (梁国) и признал себя вассалом тюркского Шибир-хана. Однако 628 году в Восточно-тюркском каганате началась внутренняя смута, и он не смог прийти на помощь Лян Шиду. Осаждённый Лян Шиду был убит своим двоюродным братом Лян Ложэнем, который затем сдался Ли Шиминю, после чего эти места вошли в состав империи Тан. Вновь были созданы области Сячжоу, Суйчжоу и Иньчжоу. В 724 году в северо-восточной части современного городского округа Юйлинь была создана область Линьчжоу. В 742 году области были расформированы, а вместо них образованы округа Шанцзюнь, Иньчжоу (银州郡), Шофан и Синьцинь (新秦郡). В 758 году были расформированы округа и воссозданы прежние четыре области. В 820 году с территории современной Внутренней Монголии на территорию современного уезда Динбянь перебрались власти области Юйчжоу (宥州). При империи Поздняя Тан уезд Фугу также был поднят в статусе до области.
В эпоху Пяти Династий на этих землях располагались области Сячжоу, Иньчжоу, Линьчжоу, Фучжоу (府州) и Суйчжоу.
Во времена империи Северная Сун часть этих земель вошла в состав тангутского государства Си Ся. После того как под ударами чжурчжэней империя Сун была вынуждена перенести столицу на юг, начав период Южной Сун, эти земли стали ареной борьбы между тангутским государством Си Ся и чжурчжэньской империей Цзинь, а затем были захвачены монголами.
При империи Мин в 1471 году в системе обороны Великой стены был создан Юйлиньский гарнизон (榆林卫). При империи Цин в 1724 году Юйлиньский гарнизон был расформирован; эта территория была подчинена Юйлиньской управе (榆林府) и Суйдэской непосредственно управляемой области (绥德直隶州). После Синьхайской революции в Китае была произведена реформа административного деления, в результате которой управы и области были упразднены.
Когда во второй половине 1930-х годов в регион пришли войска китайских коммунистов и был образован Шэньси-Ганьсу-Нинсяский советский район, то эти земли постепенно вошли в его состав.
В 1950 году были созданы Специальный район Суйдэ (绥德专区) и Специальный район Юйлинь (榆林专区). В 1956 году Специальный район Суйдэ был присоединён к Специальному району Юйлинь. В 1958 году в рамках общекитайской кампании по укрупнению уездов часть уездов была присоединена к другим, но в 1961 году они были восстановлены в прежних границах. В 1968 году Специальный район Юйлинь был переименован в Округ Юйлинь (榆林地区).
В 1988 году уезд Юйлинь был преобразован в городской уезд.
5 декабря 1999 года постановлением Госсовета КНР были расформированы округ Юйлинь и городской уезд Юйлинь, и был образован городской округ Юйлинь; территория бывшего городского уезда Юйлинь стала районом Юйян в его составе. Решение вступило в силу с 1 июля 2000 года.
В 2015 году уезд Хэншань был преобразован в район городского подчинения. В 2017 году уезд Шэньму был преобразован в городской уезд.

## Административно-территориальное деление
Городской округ Юйлинь делится на 2 района, 1 городской уезд, 9 уездов:
| Карта                                                                                      | Карта    | Карта     | Карта         | Карта            | Карта         | Карта                      |
| ------------------------------------------------------------------------------------------ | -------- | --------- | ------------- | ---------------- | ------------- | -------------------------- |
| Юйян Шэньму Фугу Хэншань Цзинбянь Динбянь Суйдэ ① Цзясянь ② Цинцзянь Цзычжоу ① Мичжи ② Убу |          |           |               |                  |               |                            |
| Статус                                                                                     | Название | Иероглифы | Пиньинь       | Население (2009) | Площадь (км²) | Плотность населения (/км²) |
| Район                                                                                      | Юйян     | 榆阳区    | Yúyáng qū     | 520.000          | 7053          |                            |
| Район                                                                                      | Хэншань  | 横山区    | Héngshān qū   | 350 000          | 4084          |                            |
| Городской уезд                                                                             | Шэньму   | 神木市    | Shénmù shì    | 410 000          | 7635          |                            |
| Уезд                                                                                       | Фугу     | 府谷县    | Fǔgǔ xiàn     | 230 000          | 3212          |                            |
| Уезд                                                                                       | Цзинбянь | 靖边县    | Jìngbiān xiàn | 320 000          | 5088          |                            |
| Уезд                                                                                       | Динбянь  | 定边县    | Dìngbiān xiàn | 330 000          | 6920          |                            |
| Уезд                                                                                       | Суйдэ    | 绥德县    | Suídé xiàn    | 360 000          | 1878          |                            |
| Уезд                                                                                       | Мичжи    | 米脂县    | Mǐzhī xiàn    | 220 000          | 1212          |                            |
| Уезд                                                                                       | Цзясянь  | 佳县      | Jiā xiàn      | 260 000          | 2144          |                            |
| Уезд                                                                                       | Убу      | 吴堡县    | Wúbǔ xiàn     | 80 000           | 428           |                            |
| Уезд                                                                                       | Цинцзянь | 清涧县    | Qīngjiàn xiàn | 220 000          | 1881          |                            |
| Уезд                                                                                       | Цзычжоу  | 子洲县    | Zǐzhōu xiàn   | 310 000          | 2043          |                            |

## Экономика
Юйлинь входит в «Золотой треугольник» энергетической индустрии и химической промышленности Китая: здесь добывают уголь, природный газ и нефть (совместный проект компаний PetroChina и Royal Dutch Shell), метан (CNOOC), работают нефтеперерабатывающие и углехимические заводы компаний Shaanxi Coal and Chemical Industry Group, Shaanxi Yanchang Petroleum Group и Yankuang Energy Group.

## Интересное
На территории округа Юйлинь похоронен Мухали — монгольский полководец, один из ближайших соратников Тэмуджина-Чингисхана.